# Eduard Demmer
Eduard Demmer (1791 in Mannheim – 14. August 1851) war ein deutscher Theaterschauspieler.

## Leben
Demmer, Sohn von Carl Demmer (1760–1811, nicht zu verwechseln mit dem Schauspieler Carl Demer) versuchte sich bereits 1809 auf der Bühne, ging jedoch erst drei Jahre später gänzlich zum Theater. Er spielte im Anfang Liebhaberrollen, doch merkte er gar bald, dass er für dieses Fach nicht die nötige Eignung besitze und dass er als Intrigant mehr an seinem Platze sei. Und so ging er 1818 in dieses Fach über, das er bis zu seinem Tode mit großem Erfolg bekleidete. Von 1816 bis zu seinem Tode war er in Karlsruhe engagiert.